# Джо Колдвелл
Джо Колдвелл (англ. Joe Caldwell, 1 листопада 1941) — американський баскетболіст.
Олімпійський чемпіон 1964 року.